# Аліна Мюллер
Аліна Мюллер (нім. Alina Müller; нар. 12 березня 1998, Ленгнау, Ааргау, Швейцарія) — швейцарська хокеїстка, нападник. Бронзова медалістка Олімпіади-2014.

## Спортивна кар'єра
Вихованка команди «Вінтертур». Хокейну майстерність продовжувала відшліфовувати у клубі «Клотен». В швейцарській національній жіночій лізі «А» виступала за «Лайонс» (Цюрих), з сезону 2018/2019 — гравець команди Північно-східного університету (Бостон, США). У 2023 році уклала контракт з клубом «Бостон» з новостворенної Професіональної жіночої хокейної ліги.
На Олімпійських іграх у Сочі була наймолодшою хокеїсткою. На той час їй виповнилося лише 15 років. Закинула вирішальну шайбу у матчі за третє місце проти команди Швеції (4:3). Найкращий бомбардир Олімпіади 2018 року у Кореї — 10 очок (7+3).
Старший брат Мірко в 2014—2020 роках виступав в Національній хокейній лізі («Сан-Хосе Шаркс», «Нью-Джерсі Девілс»).

## Галерея

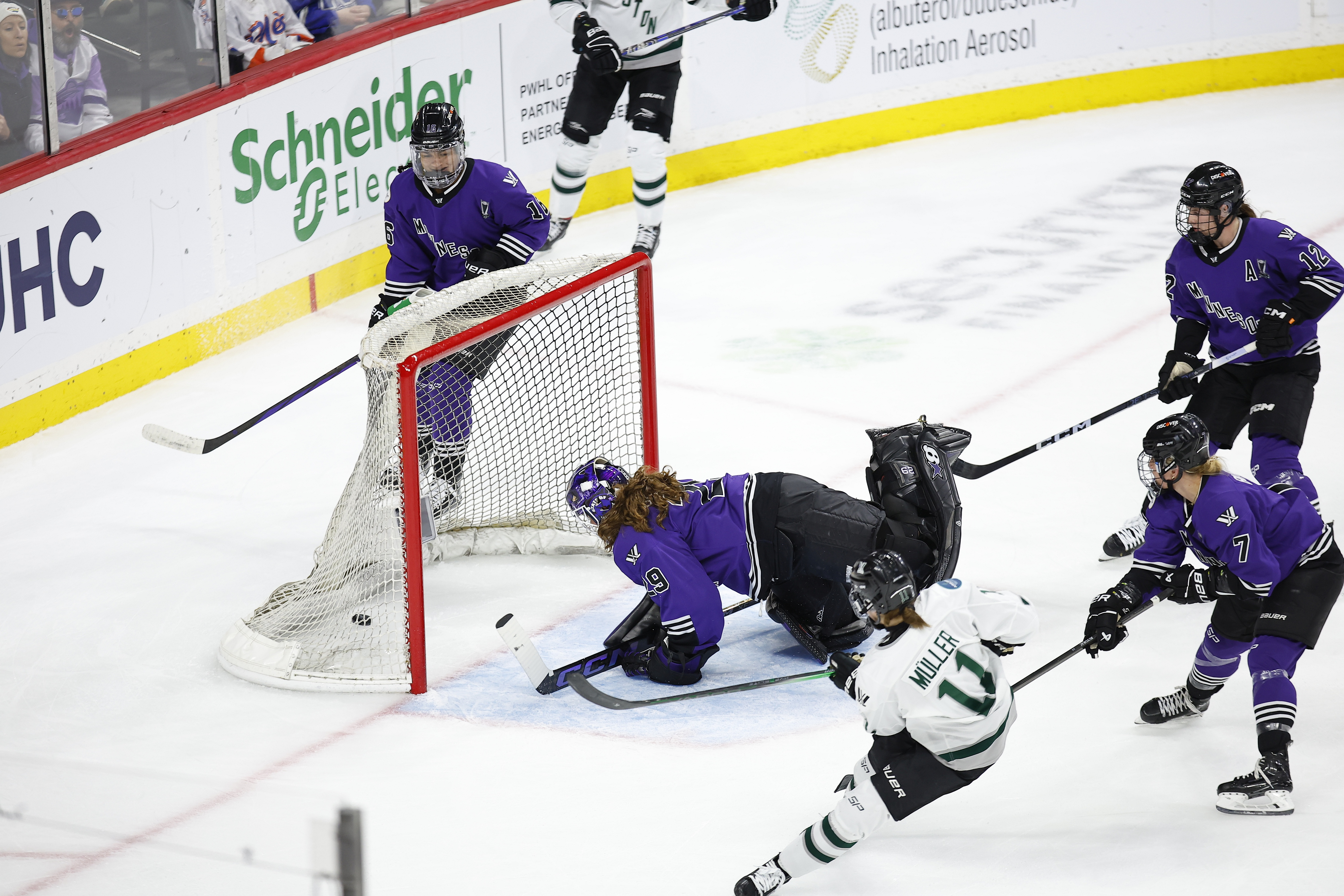
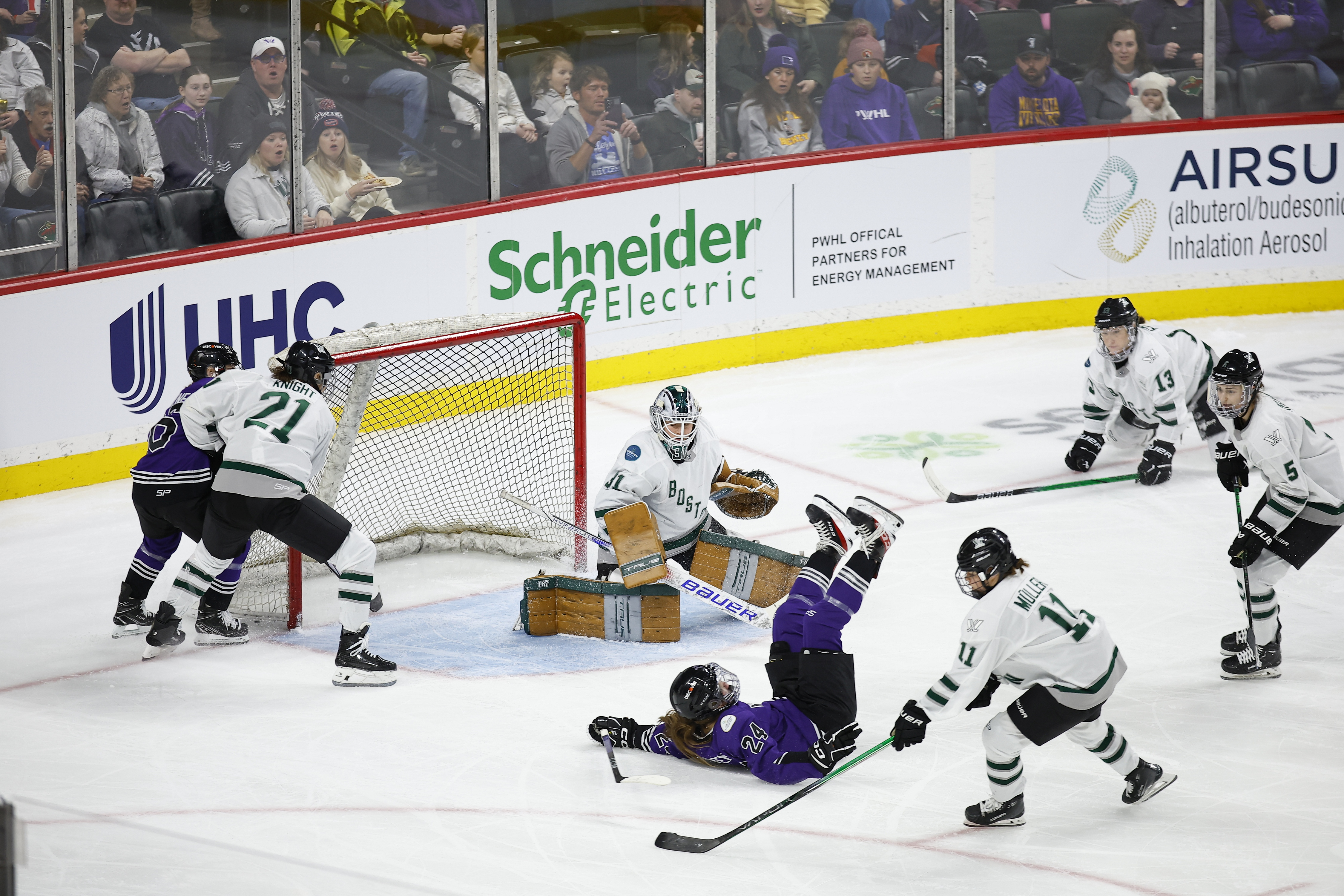